# Krasnopuszcza
Krasnopuszcza (ukr. Краснопуща) – wieś na Ukrainie, w obwodzie tarnopolskim, w rejonie tarnopolskim. W 2001 roku liczyła 191 mieszkańców.
Do 2020 w rejonie brzeżańskim.

## Zabytki
- klasztor bazylianów z XVII w.[4]